# فریب مطلق
فریب مطلق (انگلیسی: Absolute Deception) یک فیلم سینمایی تریلر اکشن محصول سال ۲۰۱۳ استرالیا و کانادا به کارگردانی برایان ترنچارد-اسمیت و با بازی کوبا گودینگ جونیور و امانوئل ووگیر است.   این فیلم در تاریخ ۱۱ ژوئن ۲۰۱۳ به صورت فیلم ویدئویی در ایالات متحده منتشر شد.

## داستان
خبرنگار که زنی بیوه است از یک مامور فدرال کمک می‌گیرد تا در مورد آخرین راز همسرش تحقیق کنند ولی در این میان توسط افراد ناشناس به انها حمله می شود ... 

## تولید
این فیلم در مدت ۱۵ روز در کوئینزلند ، استرالیا و ۲ روز فیلمبرداری از تعقیب و گریز ماشین فیلمبرداری شد. 